# Convolutriloba retrogemma
Convolutriloba retrogemma ist ein rötlich-braunes, wenige Millimeter langes, räuberisches, marines Acoel, das unter anderem Kleinkrebse, Vielborster und Rädertierchen frisst und bisher nur aus Meerwasseraquarien mit Korallen bekannt ist.

## Merkmale
Convolutriloba retrogemma hat eine planarienartige Gestalt mit einem dünnen und breiten, blattförmigen, rötlich-braunen Körper. Die größten Individuen werden etwa 6 mm lang und 5,5 mm breit. Am Vorderende des Körpers sitzen zwei unpigmentierte Augen. Das Tier zeigt eine positive Phototaxis und wendet möglichst viel Körperoberfläche dem Licht entgegen. Bei Störung oder Annäherung von Beute streckt es sich und faltet seine Seitenkanten nach unten, so dass nur diese bei Bewegung den Untergrund berühren. Beim Beutefang wird das Vorderende des Körpers zu einer trichterförmigen Haube erweitert und hiermit das Beutetier ganz umschlossen oder gegen den Untergrund gepresst. Wie andere Acoela hat Convolutriloba retrogemma keine Darmhöhlung, sondern eine zentral liegende, kugelförmige, etwa 0,3 mm große Masse endodermaler Zellen, die beim Verschlingen der Beute zu einem sackförmigen Magen umgeordnet werden, der bei entsprechend großer Beute nach oben ausbeult.

## Nahrung
Convolutriloba retrogemma frisst in Laborversuchen schnell schwimmende Ruderfußkrebse, Artemia-Larven, kleine Polychaeten und Rädertierchen. Bei Annäherung von Beute bildet der Lauerjäger vorn seine Fanghaube und stülpt diese in einer schnellen Bewegung über das Opfer. In den temporären Magen einer Convolutriloba retrogemma passen bis zu 7 Artemia-Larven. Die Reproduktionsrate des Räubers ist nach dem Fressen von Krebsen weitaus höher als nach der ausschließlichen Ernährung von Polychaeten.
Das Tier lebt in einer obligaten Symbiose mit einzelligen Grünalgen, von deren Photosyntheseprodukten sie ausschließlich leben, falls keine Beutetiere zur Verfügung stehen. Das Tier ist deshalb von Licht abhängig. Die Algen sind über den gesamten Körper verteilt mit Ausnahme kleiner Bereiche um die unpigmentierten Augen herum. Teile der Algenpopulation werden von den Magenzellen verdaut. Stirbt das Tier, so überziehen große Mengen der Grünalgen den Kadaver.
Versuche mit Aushungerung ohne Beutetiere und andererseits ohne Licht sprechen dafür, dass Convolutriloba retrogemma für eine erfolgreiche Reproduktion längerfristig auf beide Ernährungsweisen gleichzeitig angewiesen ist.

## Lebenszyklus
Convolutriloba retrogemma vermehrt sich ungeschlechtlich durch Knospung, wobei endosymbiontische Grünalgen in den Knospen konzentriert werden. Die Knospen werden am Hinterende abgeschnürt, wobei die Köpfe der entstehenden Jungtiere nach hinten gewandt sind, also 180° zur Körperachse des Muttertieres (reverse Polarität).
Convolutriloba retrogemma ist ein simultaner Zwitter mit Eierstöcken, Hoden und sowohl weiblichen als auch männlichen Begattungsorganen. Es gibt bisher aber keine Beschreibung der geschlechtlichen Fortpflanzung bei Convolutriloba retrogemma.

## Verbreitung und Lebensraum
Der natürliche Lebensraum und das Verbreitungsgebiet von Convolutriloba retrogemma sind unbekannt. Das Tier wird häufig in Tropen-Meeresaquarien mit Korallen beobachtet, wo es auf Grund seiner oft massenhaften Vermehrung unerwünscht ist. Giftstoffe, die das Tier zum Schutz abgibt, können andere Aquarienbewohner wie Korallen oder Fische schädigen oder töten.

## Fressfeinde
Der wichtigste bekannte Fressfeind von Convolutriloba retrogemma ist die Veränderliche Kopfschildschnecke (Chelidonura varians), die sich als Nahrungsspezialist ausschließlich von diesen Beutetieren ernährt. Deswegen wird sie in Meerwasseraquarien gehalten, verhungert jedoch, wenn alle Convolutriloba retrogemma gefressen sind.